# بيرايوس

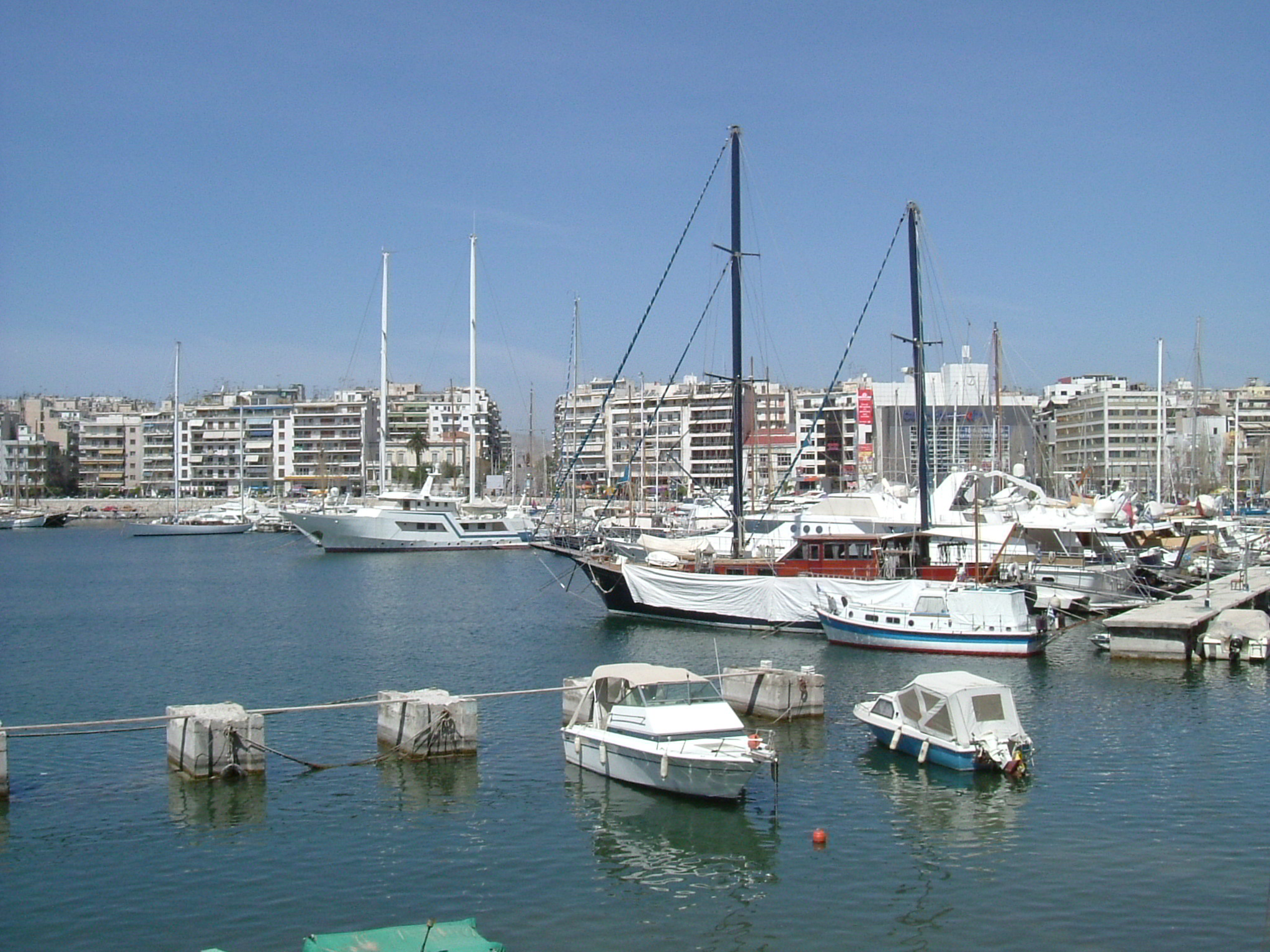
مشهد من ميناء بيرايوس

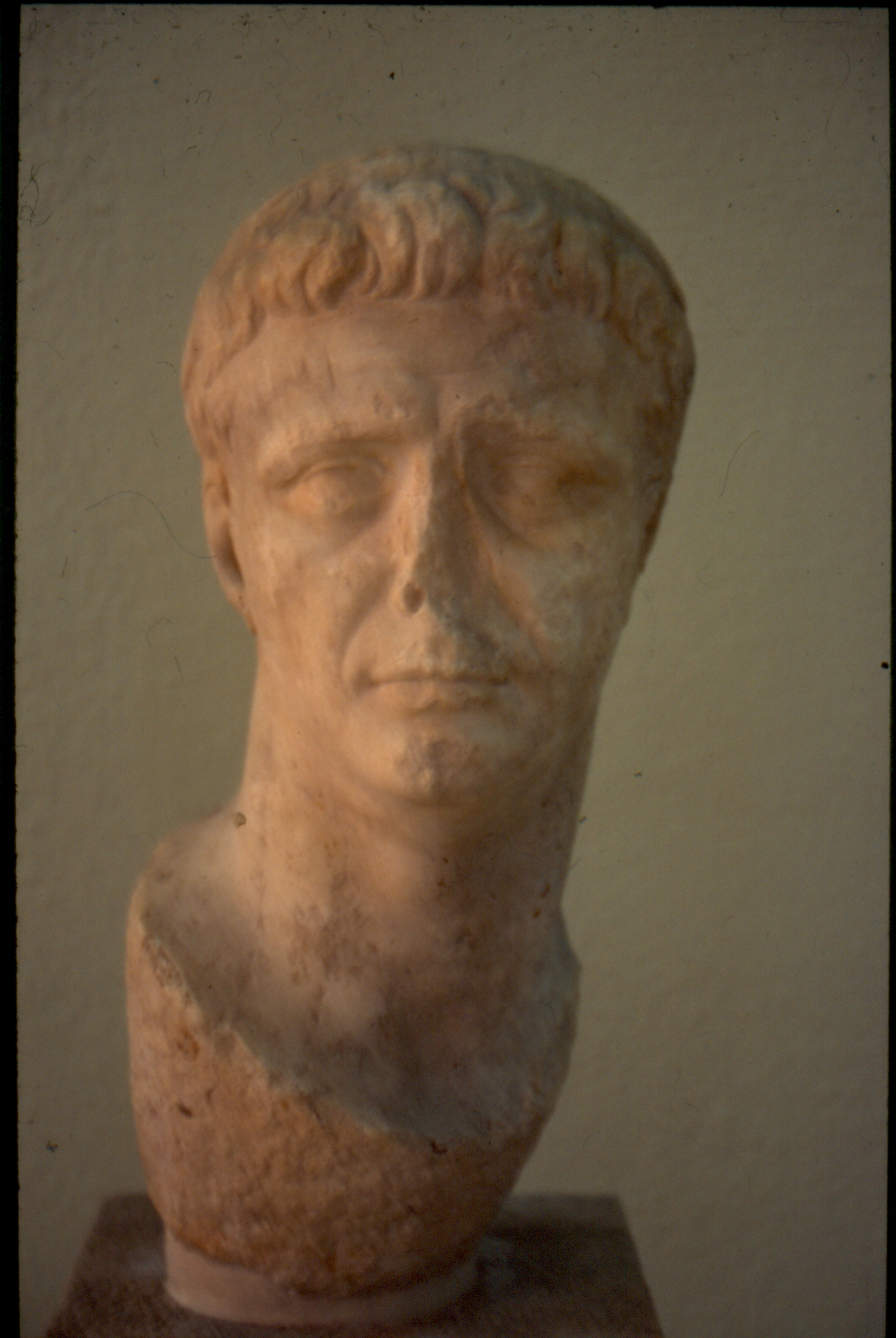
قطعة أثرية في متحف بيرايوس

بيرايوس : (باليونانية: Πειραιάς)، (بالإنجليزية: Piraeus) مدينة يونانية في منطقة أتيكا الإدارية تقع على بعد 9 كيلومتر جنوبي العاصمة أثينا، وهي مركز مقاطعة بيرايوس. تاريخياً كانت ميناء مدينة أثينا القديمة وهي ما زالت تلعب هذا الدور في الوقت الحالي حيث تعد بيرايوس مركز صناعي مهم ومرفأ للشحن والتفريغ. تقع المدينة ضمن نطاق مترو أثينا.

## الموقع والسكان
تقع بيرايوس ضمن شبه جزيرة تبعد 9 كيلومتر عن أثينا، ويبلغ عدد سكانها 175.000 نسمة (تقدير2001)، مع ضواحيها تصبح ثالث أكبر مدينة يونانية بعد أثينا وسالونيك.
تشكل شبه الجزيرة الصخرية التي تقع عليها المدينة ثلاثة مرافئ طبيعية عميقة يعد أكبرها والذي يقع في شمال غرب المدينة من أهم المرافئ التجارية في شرق المتوسط، أما الاثنان الآخران فيخدمان كمرافئ للسفن السياحية التي تربط المدينة بباقي الجزر اليونانية في بحر إيجة.

## التاريخ
يعتقد أن شبه الجزيرة التي تقع عليها بيرايوس الآن كانت جزيرة في القديم يربطها بالبر ممر ضيق كان مغموراً بالمياه أغلب السنة، لكن عند بداية العصر الكلاسيكي أصبح هذا الممر أكثر جفافاً ولم تعد تغمره المياه كما كانت في السابق.
كان ثيموستوكليس أول من شجع الأثينيين على بناء ميناء في شبه الجزيرة، وكان ذلك في القرن الخامس قبل الميلاد حيث أحاط الميناء بسور عال وطويل محولاً الموقع إلى ميناء عسكري للأسطول الأثيني.
بعد ذلك تم تخطيط المدينة في عهد بريكليس على يد المهندس هيبوداموس، وأصبحت بيرايوس مرفأً للأسطول الأثيني خلال حروب أثينا اللاحقة وتم ربط المدينتين سويةً عبر الأسوار الدفاعية الطويلة.
تم تدمير الميناء وأسواره عندما سقطت أثينا بيد الإسبارطيين، وفي عام 393 ق.م. أُعيد بناء قسم من الأسوار ولكن الميناء دُمِر من جديد جزئياً على يد الرومان عام 86 ق.م. وكلياً على يد الغوط عام 395 ب.م.
خلال القرون الوسطى كان الميناء يستخدم على نطاق ضيق من قبل السكان المحليين. استمر هذا الأمر حتى منتصف القرن التاسع عشر حيث عرفت بيرايوس نمواً سريعاً وخاصة يعد عام 1922 عقب تدفق لاجئي آسيا الصغرى، وبعد الحرب العالمية الثانية كانت المدينة مركزاً لخطط حكومية كبيرة لتوسيع الميناء وتعزيز القاعدة الصناعية.

## المعالم الأساسية
- أجزاء من أسوار المدينة القديمة لا تزال قائمة على امتداد الميناء الكبير.
- متحف بيرايوس الأركيولوجي : يحتوي على مجموعة كبيرة من اللقى البرونزية وبجانب المتحف توجد بقايا مسرح قديم.
- المتحف البحري الهيليني: ويوجد ضمنه بعض السفن الإغريقية القديمة التجارية والحربية.
- تلة مونيخيا: وهي تلة بارتفاع 85 متر تعطي منظراً مطلاً على الموانئ الطبيعية الثلاث في المدينة، يوجد في القمة حجرة مكرسة للقديس إلياس.
- كاتدرائية أيَا ترياذا: وتعود إلى القرن التاسع عشر ب.م.

## التوأمة
الصدن المتوأمة مع بيرايوس:
- بالتيمور، ماريلند
- باطوم
- غالاس
- مرسيليا
- أوديسا
- أوسترافا
- روزاريو
- شانغهاي
- سانت بطرسبورغ
- طرطوس
- فارنا
- ورسستر، ماساتشوستس

## متفرقات
- يعقد في بيرايوس مرة كل عامين مؤتمر عالمي لصناعة السفن والصناعات البحرية ويدعى لقاء بوسيدونيا.
- يوجد في المدينة جامعة ومعهد تقني عالي.
- يعد نادي أولمبياكوس بيرايوس أحد أهم نوادي كرة القدم في اليونان.
- تعتبر بيرايوس من ضواحي أثينا الكبرى.